# 82Nyeonsaeng Gimjiyeong
82Nyeonsaeng Gimjiyeong (en coreà: 82년생 김지영; traduïble com a: «Kim Ji-young, nascuda el 1982») és una novel·la de l'escriptora sud-coreana Cho Nam-joo. El llibre és un referent per al moviment feminista de Corea del Sud i altres parts d'Àsia. La novel·la narra la vida d'una dona corrent a Corea del Sud, mostrant les desigualtats a les quals s'han d'enfrontar les dones al país.
El llibre va ser publicat en coreà el 2016. L'obra compta amb una versió en castellà que va ser traduïda per primera vegada per Joo Hasun i publicada per l'Editorial Alfaguara en 2019.
L'autora Cho Nam-Joo va assegurar haver retratat en la novel·la una vida semblant a la seua, mostrant la violència i discriminació que existeix contra les dones a Corea del Sud. Segons una avaluació sobre igualtat econòmica de gènere realitzat pel Fòrum Econòmic Mundial, Corea del Sud és un dels països amb més marcada desigualtat, quedant per baix de nacions menys desenvolupades com Índia, Nepal o Libèria. Cho es va basar en dades estadístiques com les proporcionades per l'OCDE sobre la bretxa salarial al país per mostrar que la història era una situació comuna al país.

## Argument
El llibre narra la història de vida de Kim Ji-young, una dona sud-coreana de 33 anys amb el nom més comú al país. Un dia la protagonista comença a parlar amb les veus d'altres dones.
De la mateixa manera que el seu nom, la vida de Kim Ji-young és la vida normal de qualsevol dona sud-coreana: dificultats per aconseguir entrevistes laborals, assetjament a l'escola i el treball, baixos salaris, entre altres problemes comuns en un dels països amb major desigualtat de gènere.

## Recepció
El llibre ha estat descrit com «un terratrèmol que ha sacsejat a les dones de mig món». Per The Korea Herald, la novel·la va portar les preocupacions de les dones al debat públic. L'editor de Scribner, Chris White, va comparar les pàgines del llibre amb Henry James i Jean Rhys «per la seva vulnerabilitat i sofriment».
A Corea del Sud, una gran quantitat de persones van criticar l'obra per generalitzar el comportament dels homes de manera negativa. Quan es va anunciar l'adaptació cinematogràfica del llibre, molts dels actors van ser qüestionats per participar en el projecte.
En 2020, el llibre ja havia venut més d'un milió de còpies i ha estat traduït a diferents idiomes. Ha servit d'inspiració al moviment feminista de Corea del Sud. La novel·la va inspirar canvis en la legislació coreana contra la discriminació de gènere en el treball, anomenades «lleis Kim Ji-young».